# Вулиця Вишнева (Львів)
Вулиця Вишне́ва — вулиця у Шевченківському районі міста Львова, в місцевості Голоско. Сполучає вулиці Варшавську та Поштову, частково проходить біля залізничної колії.

## Історія і забудова
Виникла на початку XX століття під у складі передміського селища Голоско Мале. Після входження селища до меж міста 11 квітня 1930 року, вулиці колишнього села були перейменовані або ж новоутвореним вулицям надавалися певні назви. Так, у 1931 році отримала назву Смєлі. 1933 року перейменована на Вісьньову, а 1946 року уточнена назва — вулиця Вишнева.
Забудована переважно приватними садибами 1930-х років та сучасними будівлями.